# Jan Karol Steeb
Jan Karol Steeb, określenie własne Carlo Steeb, właśc. Johannes Heinrich Karl Steeb (ur. 18 grudnia 1773 w Tybindze, zm. 15 grudnia 1856 w Weronie) – ksiądz, prezbiter, współzałożyciel, obok bł. Wincencji Marii Poloni, Zgromadzenia Sióstr Miłosierdzia w Weronie (wł. L'Istituto Sorelle della Misericordia di Verona, I.S.M.), błogosławiony Kościoła rzymskokatolickiego.

## Życiorys

### Młodość w Tybindze
Karl Steeb był synem Johanna Heinricha Steeba i jego żony Christine Elisabeth Steeb z domu Immendörfer. Jego ojciec był zamożnym i poważanym obywatelem Tybingi – był właścicielem położonej przy rynku gospody [hotelu] „Zum Lamm“ (Pod jagnięciem), a ponadto zarządcą królewskiej owczarni i handlarzem wełną o rozległych kontaktach handlowych. Rodzice byli religijnymi ewangelikami z nurtu pietystycznego i dlatego chłopiec został ochrzczony nazajutrz po urodzeniu. Rodzice mieli w sumie ośmioro dzieci, sześcioro z nich zmarło we wczesnym dzieciństwie. Oprócz Karla przeżyła jedynie o 11 lat od niego młodsza siostra Henriketta Wilhelmine. Ojciec był człowiekiem wykształconym, opisywany był jako surowy i zgorzkniały. Pod wpływem czułej, ciepłej matki Karl dorastał na wyrozumiałego, pełnego zrozumienia dla bliźniego młodzieńca, wyróżniającego się cierpliwością i wielkodusznością.
Karl uczył się w szkole łacińskiej „Schola anatolica” (popularnie zwanej Anatolicum) Po jej ukończeniu ojciec, pragnący przygotować syna do przejęcia jego interesów, wysłał go w wieku 16 lat (1789) do Paryża. Wybuch rewolucji francuskiej skrócił ten pobyt; Karla raziła bezbożność mas i niejako zmusiła go do powrotu do domu (1791).

### Początek pobytu w Weronie

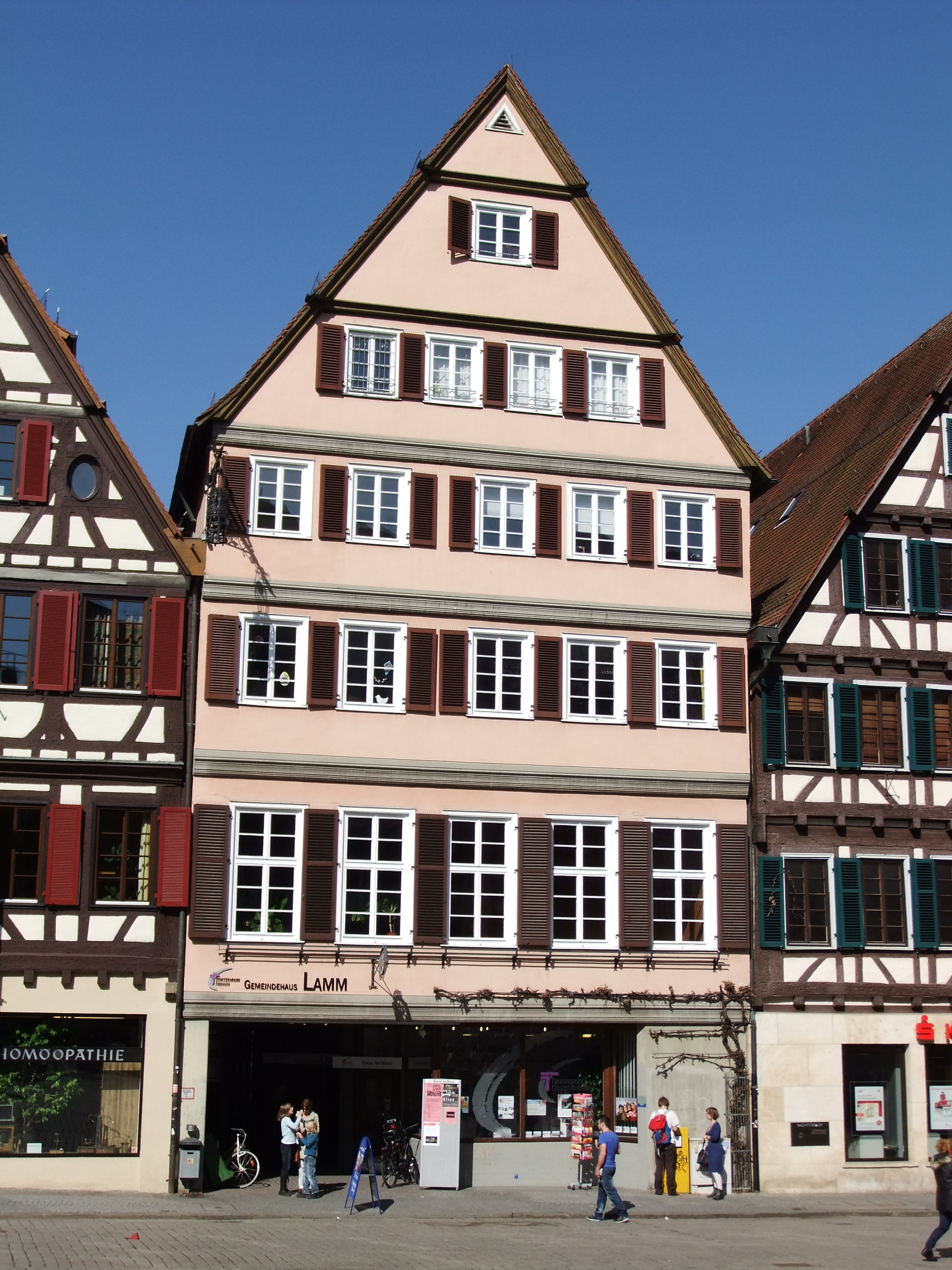
Była gospoda „Zum Lamm“, dom narodzin i młodości Carlo Steeba (Stan 2012 r.)

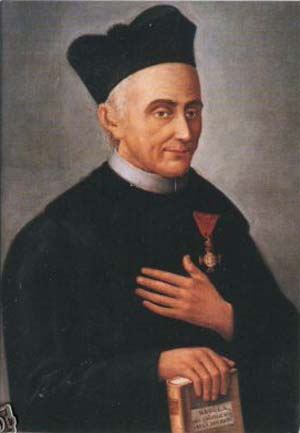
Carlo Steeb – Portret w starości

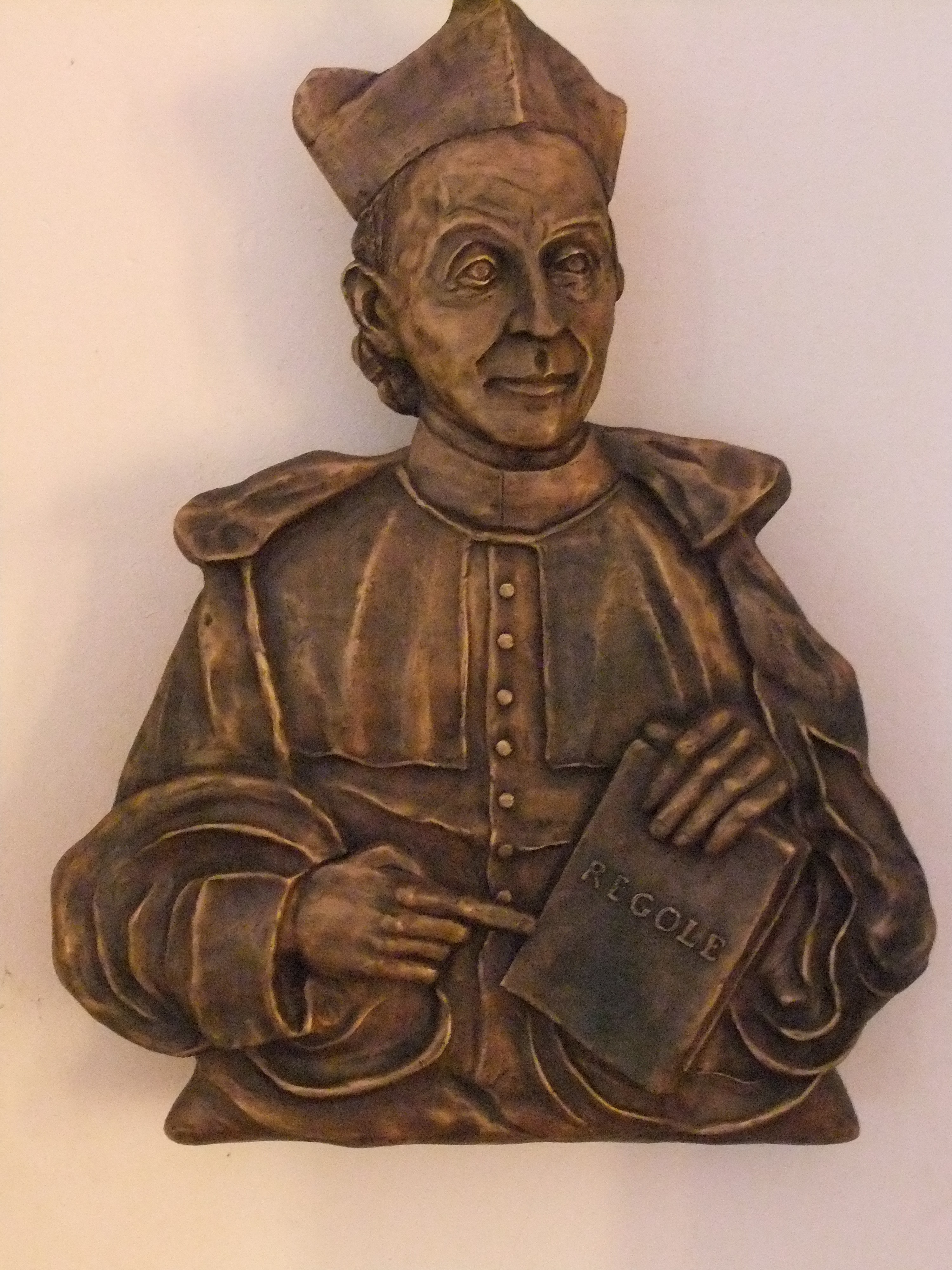
Carlo Steeb – Miniatura brązowa w kościele św. Michała w Tybindze

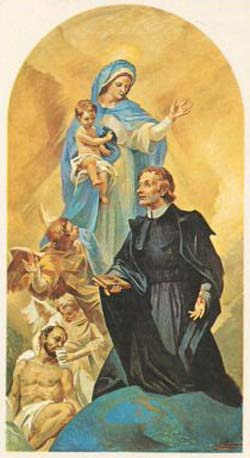
Carlo Steeb podczas kazania

Karl Steeb udał się ponownie za granicę na początku marca 1792 roku do Werony, gdzie było wiele firm tekstylnych o doskonałej reputacji, a ojciec utrzymywał dobre stosunki z kilkoma firmami i ludźmi interesu na czele z rodzinami Sartori i Campoli. U nich Carlo otrzymał zakwaterowanie i pracę i po raz pierwszy spotkał się z katolicyzmem. Przewidująca matka, obawiając się wpływu katolicyzmu, który właśnie w Weronie był szczególnie widoczny, skłoniła go przed wyjazdem do złożenia obietnicy, że nie ulegnie pokusom i pozostanie wierny swojemu wyznaniu. Poza zajęciami kupieckimi Karl rozpoczął po przyjeździe do Werony naukę włoskiego u znakomitego nauczyciela języków Don Santiego Fontany, który notabene był księdzem katolickim, i już wkrótce mówił płynnie po włosku. Tu poznał Pietro Leonardiego, księdza katolickiego będącego prawie jego rówieśnikiem, z którym się zaprzyjaźnił. Przyjaźń ta otworzyła mu drogę do poznania dalszych osób: wujka Pietro – Luigiego Fusariego, przeora zgromadzenia św. Filipa Neri, oraz braci Giovanniego i Francesca Bertolinich i ich siostry Magdaleny z Canossy, do której niebawem się przeniósł. Ona zastąpiła mu poniekąd matkę. Wszystkie te osoby stały się dla Carla uosobieniem żarliwego i pełnego poświęceń katolicyzmu, będącego zaprzeczeniem tego, co o katolicyzmie dowiedział się w Tybindze. Zaintrygowany ich postawą przeczytał dwie rozprawy przedstawiające wyznanie katolickie w porównaniu z ewangelickim. To wszystko skłoniło go do zmiany wyznania i wbrew ostrzeżeniom matki 14 września (święto Podwyższenia Krzyża) tegoż roku przyjął wyznanie katolickie w obecności biskupa Werony Avogadro. Niebawem – już jako Carlo  - rozpoczął studia teologii katolickiej.
Na wieść o tym rodzina całkowicie zerwała z nim stosunki i wyrzekła się go i wydziedziczyła. Zmiana wyznania Karla była dla jego ojca potężnym ciosem. Gorzkniał on coraz bardziej. W roku 1797 sprzedał gospodę „Zum Lamm“ i przeniósł się do dzierżawionego przez niego majątku Schwärzloch koło Tybingi, gdzie dwa lata później zmarł.

### Praca kapłańska
Pozbawionego środków dożycia Carla studia kosztowały wiele wyrzeczeń. Ukończył je uzyskując święcenia kapłańskie 9 września 1796 roku. Trzy miesiące wcześniej Północne Włochy pozostające wówczas w posiadaniu Habsburgów stały się widownią wojny Napoleona przeciwko Austrii. Po wtargnięciu armii Napoleona do Werony 1 czerwca 1796 roku przemoc i mordowanie pozostawały przez długi czas na porządku dziennym, bo Włosi kilkakrotnie porywali się, by zrzucić jarzmo francuskie. Szpitale były przepełnione, a na młodego księdza czekał ogrom pracy. Wezwany tam do pomocy ze względu na znajomość niemieckiego i francuskiego, stał się tam najwytrwalszym współpracownikiem. W wyniku walk i biedy w mieście pojawiła się zaraza, a nieodchodzący od chorych Carlo Steeb stał się jej ofiarą. Jednak tyfus plamisty oszczędził go.
Carlo Steeb stał się w Weronie znaną osobą. Był nie tylko duchownym szpitalnym i wojskowym, lecz także wykładowcą języka niemieckiego w biskupim seminarium duchownym, wychowawcą i nauczyciel języka niemieckiego w nowo powstałym królewskim gimnazjum dla dziewcząt, duszpasterzem Austriaków i Niemców w Weronie, nauczycielem rytuałów i śpiewu na seminarium duchownym, opiekunem domu dla zagrożonych dziewcząt, spowiednikiem w gimnazjum miejskim, doradcą i spowiednikiem biskupów Werony i innych osób, autorem memorandów w sprawach szkolnych i wielu ważnych pism ordynariatu biskupiego do władz austriackich.
Werona nawiedzana była tymczasem dalej przez plagi: Od jesieni 1813 do lipca 1814 (szczególnie wśród stacjonujących tam oddziałów wojska) grasował tyfus, a w kolejnych latach 1815 i 1816 katastrofalny głód. W roku 1835 pojawiła się cholera. Angażując się ciągle w opiekę nad chorymi Carlo Steeb doszedł do przekonania, że dobrowolne pielęgniarki oddające się w imię miłosierdzia służbie chorym lepiej wypełnią swe zadania niż osoby za to opłacane. Dlatego też pragnął utworzyć odpowiednią instytucję.

### Powołanie Zgromadzenia Sióstr Miłosierdzia
Jeszcze w 1821 r. został spowiednikiem Luigii Francesci Poloni (późniejszej błogosławionej Wincencji Marii Poloni, 1802–1855) pochodzącej z rodziny aptekarzy. Jej pragnieniem było zostać zakonnicą, gdy sytuacja rodzinna jej na to pozwoli. Ich pragnienia uzupełniały się znakomicie. Przezwyciężywszy wiele trudności, 2 listopada 1840 roku wspólnie założyli "L'Istituto Sorelle della Misericordia di Verona", czyli Zgromadzenie Sióstr Miłosierdzia w Weronie, którego głównym zadaniem była opieka nad chorymi. Na początek Luigia Poloni wraz z trzema innymi siostrami przejęła opiekę nad chorymi na żeńskim oddziale przytułku w Weronie, później także w tamtejszym szpitalu. Siostry mieszkały początkowo w wielkiej biedzie. Dopiero od wczesnego lata 1842 r. zaczęto wynajmować dom dla wspólnoty. Śmierć siostry Henrikette Wilhelmine (1839), po której Carlo odziedziczył część majątku rodziców (9000 guldenów), umożliwiła mu w roku 1844 zakup pierwszego własnego domu dla wspólnoty. Zgromadzenie zostało uznane przez Kościół (tj. biskupa Werony Aureliusa Muttiego) jako zakon wiosną 1848 roku. 10 września 1848 roku odbyło się pierwsze uroczyste złożenie ślubowań zakonnych przez 13 sióstr. Decyzja biskupa została potwierdzona aktem papieskim Piusa IX z 5 czerwca 1850 r.
Carlo Steeb zmarł w tydzień po poświęceniu nowej kaplicy zakonu (8 grudnia 1856). W chwili jego śmierci społeczność zgromadzenia liczyła 64 siostry w 5 ośrodkach, lecz szybko się powiększała i obecnie liczy około 1200 sióstr. Działa ono na całym świecie w 200 ośrodkach. Najsilniej reprezentowane są dalej Włochy z ok. 100 zakładami. Zgrupowania znajdują się w Portugalii, Szwajcarii, a także w Afryce (Tanzania, Angola, a od niedawna w Burundi) i w Ameryce Łacińskiej (Argentyna, Brazylia i Chile). W Niemczech istnieją w Berlinie (od 1950 r.) i Tybindze (tu od 1954 r., gdzie urządzono akademik żeński „Carlo-Steeb-Heim”, rozszerzone katolickie przedszkole „Carlo-Steeb-Kinderhaus” i hospicjum dla seniorów „Luise-Poloni-Heim” przy kościele św. Piotra w dzielnicy Lustnau).
Po śmierci Carlo został otoczony kultem we Włoszech. Nazwano go "Samarytaninem z Werony". W Niemczech pozostawał nieznany aż do lat pięćdziesiątych XX w.

## Dzień obchodów
Jego wspomnienie liturgiczne obchodzone jest 15 grudnia (rocznica śmierci).

## Beatyfikacja
Beatyfikacji dokonał Paweł VI 6 lipca 1975 roku.